# Crescentieae
Tribu
Les Crescentieae sont une tribu de plantes à fleurs de la famille des Bignoniacées.
Le genre type est Crescentia L.

## Liste des genres
Amphitecna – Crescentia – Parmentiera

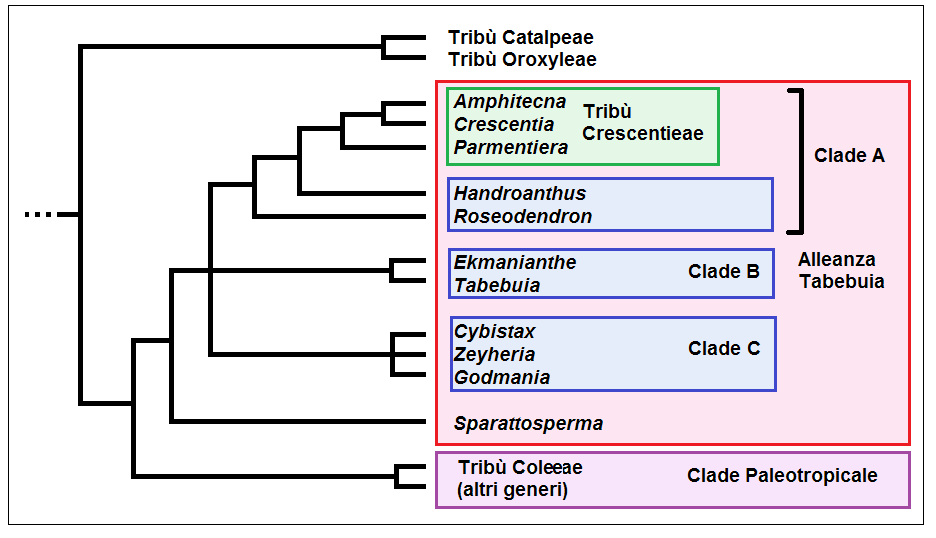
Cladogramme de la tribu.

## Publication originale
- Don G., 1837. A General History of the Dichlamydeous Plants 4: 216, 232.